# Desa Kendayakan (administrativ by i Indonesien, Jawa Tengah, lat -7,05, long 111,31)
Desa Kendayakan är en administrativ by i Indonesien.   Den ligger i provinsen Jawa Tengah, i den västra delen av landet, 500 km öster om huvudstaden Jakarta.